# 索尔维特
索尔维特（德語：Sollwitt）是德国石勒苏益格－荷尔斯泰因州的一个市镇。总面积10.95平方公里，总人口283人，其中男性136人，女性147人（2011年12月31日），人口密度26人/平方公里。